# لیفتراک

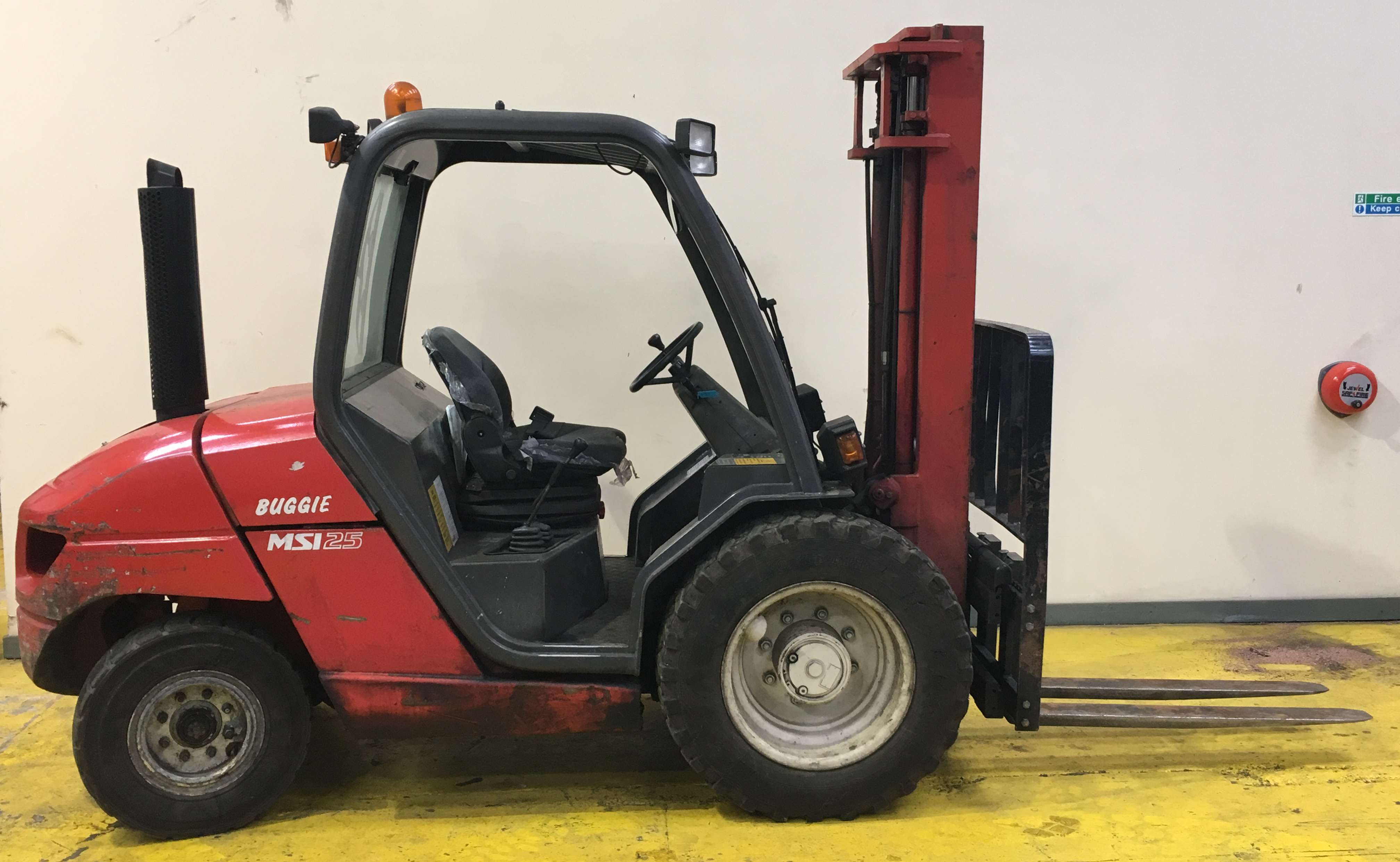
لیفتراک ساخت منیتو

افرازه یا لیفتراک، ماشینی است دارای یک دکل، شاخک و ملحقات که با توجه به نوع فعالیت برای ترابری، جابجایی و انبارکردن بارها در اشکال و ظرفیت‌های مختلف طراحی و ساخته می‌شود و متناسب با نوع کار و محیط از سوخت‌های فسیلی، گاز یا برق استفاده می‌کند.

## ظرفیت
حداکثر بار مجاز ایمن که توسط لیفتراک جابه‌جا می‌شود و بوسیله کارخانه سازنده بر روی پلاک مشخصات ماشین درج شده‌است.

## تفاوت لیفتراک با استاکر
در کنار لیفتراک، ابزار دیگری به نام استاکر وجود دارد که برای بارگیری و انبارداری بارهای سبک‌تر طراحی شده است. استاکرها به دو نوع اصلی استاکر دستی و استاکر برقی تقسیم می‌شوند. در ادامه، تفاوت‌های کلیدی بین لیفتراک و استاکر بررسی شده است:
- ظرفیت بار و ارتفاع بالابری:

لیفتراک‌ها معمولاً ظرفیت بار بیشتری نسبت به استاکرها دارند (از چند تن تا بیش از 15 تن).
استاکرها اغلب برای جابجایی بارهای سبک‌تر (تا 2 تن) و ارتفاع بالابری کمتر از لیفتراک استفاده می‌شوند.
- منبع تغذیه:

لیفتراک‌ها می‌توانند از سوخت دیزل، گاز یا باتری برقی استفاده کنند.
استاکرها عمدتاً دستی یا برقی هستند که نوع برقی با باتری شارژی کار می‌کند.
- قیمت و هزینه نگهداری:

لیفتراک‌ها به دلیل موتور پیچیده‌تر و قدرت بیشتر، هزینه خرید و نگهداری بالاتری دارند.
استاکرها مقرون‌به‌صرفه‌تر هستند و هزینه‌های نگهداری آن‌ها پایین‌تر است.
- کاربردها:

لیفتراک‌ها مناسب محیط‌های صنعتی بزرگ و حمل بارهای سنگین هستند.
استاکرها برای انبارهای کوچک و محیط‌های داخلی طراحی شده‌اند و برای بارگیری پالت‌ها یا جابجایی در فضاهای محدود ایده‌آل هستند.
- مانورپذیری:

لیفتراک‌ها به فضای بیشتری برای مانور نیاز دارند.
استاکرهای دستی یا برقی به دلیل طراحی کوچک‌تر، در فضاهای محدود کاربرد بیشتری دارند.
انتخاب بین لیفتراک و استاکر به نیازهای کسب‌وکار شما بستگی دارد. اگر نیاز به جابجایی بارهای سنگین در محیط‌های بزرگ دارید، لیفتراک بهترین انتخاب است. اما اگر در انبارهای کوچک یا برای بارهای سبک‌تر فعالیت می‌کنید، استاکر برقی یا دستی گزینه‌ای اقتصادی‌تر و مناسب‌تر خواهد بود. 

## تولیدکنندگان بزرگ
- صنایع تویوتا

- صنایع سنگین میتسوبیشی
- کوماتسو
- نیسان
- جی‌سی‌بی
- منیتو
- کاترپیلار
- کونه‌کرینز
- هپکو
- لیوگونگ
- گروه کیون
- کراون
- هیستر
- کیس سی‌ئی
- باب‌کت
- ولوو
- هیوندای‌دوسان اینفراکور
- یونگهاینریچ

## ملحقات لیفتراک
کلیه تجهیزاتی که توسط شرکت سازنده لیفتراک، مطابق با استانداردهای لازم برای حمل و جابجائی بارهای خاص به دکل یا شاخک لیفتراک اضافه می‌شود.
الحاقیه‌های قابل نصب روی لیفتراک دارای انواع زیر می‌باشد.
1. رول گیر (رول بر)[۷]
2. عدل گیر (بغل گیر)[۸]
3. بشکه گیر[۹]
4. کارتن کلمپ[۱۰]
5. ساید شیفت[۱۱]
6. فورک پوزیشنر[۱۲]
7. بلوک گیر[۱۳]
8. درام لودر[۱۴]

### بشکه گیر
بشکه گیر از جمله تجهیزات الحاقی لیفتراک می باشد که با استفاده از آن به راحتی کار حمل و جابجایی بشکه صورت می گیرد.

### عدل گیر (بغل گیر)
عدل گیر یا بغل گیر برای حمل و جابجایی عدل‌ها و بسته‌های بزرگ که معمولاً در صنایع مختلف بسته‌بندی و انبارداری استفاده می‌شوند، طراحی شده است. این ابزار با قرار دادن چنگک‌ها در دو طرف بسته، امکان حمل امن و سریع عدل‌ها را فراهم می‌کند. عدل گیر معمولاً برای کار با بارهای با وزن متوسط تا سنگین استفاده می‌شود و در انبارها و خطوط تولید به کار می‌رود.

## مقررات ایمنی در بازدید روزانه از لیفتراک‌ها[۱۶]
قبل از استارت و روشن نمودن لیفتراک، بایستی مراحل زیر در خصوص بررسی چگونگی وضعیت لیفتراک را مورد توجه قرار دهیم:
1. تایرها و فشار باد تایرها را کنترل کنید.
2. از محکم بودن پیچ چرخ‌ها مطمئن شوید.
3. آب رادیاتور را بازدید کنید و چنانچه کسری دارد آن را مرتفع سازید.
4. روغن موتور را نیز بررسی کنید.
5. ترمز دستی و بوق و فرمان ماشین را چک کنید.
6. بررسی کنید که آیا دکل و سیستم هیدرولیک درست کار می‌کند.
7. در صورتی که از لیفتراک گازی استفاده می‌شود از سلامتی سیلندرهای گاز و شیلنگهای مربوطه قبل از استارت زدن باید اطمینان حاصل کرد.
8. از ایمنی و سالم بودن شاخک‌ها و قفل مربوطه مطمئن شوید:
  1. فاصله ارتفاع بین لبه دو شاخک نباید بیش از ۶ میلی‌متر باشد.
  2. شاخکهای دکل نباید بیش از ۱۰٪ در قسمت پاشنه دچار سائیدگی شده باشد و نیز نباید کج شده باشد.

## لیفتراک خودران
امروزه بخشی از توسعهٔ لیفتراک‌ها صرف طراحی و ساخت لیفتراک‌های خودران می‌شود که غالباً با استفاده از حسگرهای لیزری و دوربین‌ها وسیلهٔ نقلیه را هدایت می‌کنند.